# Claude de Beauvilliers de Saint-Aignan

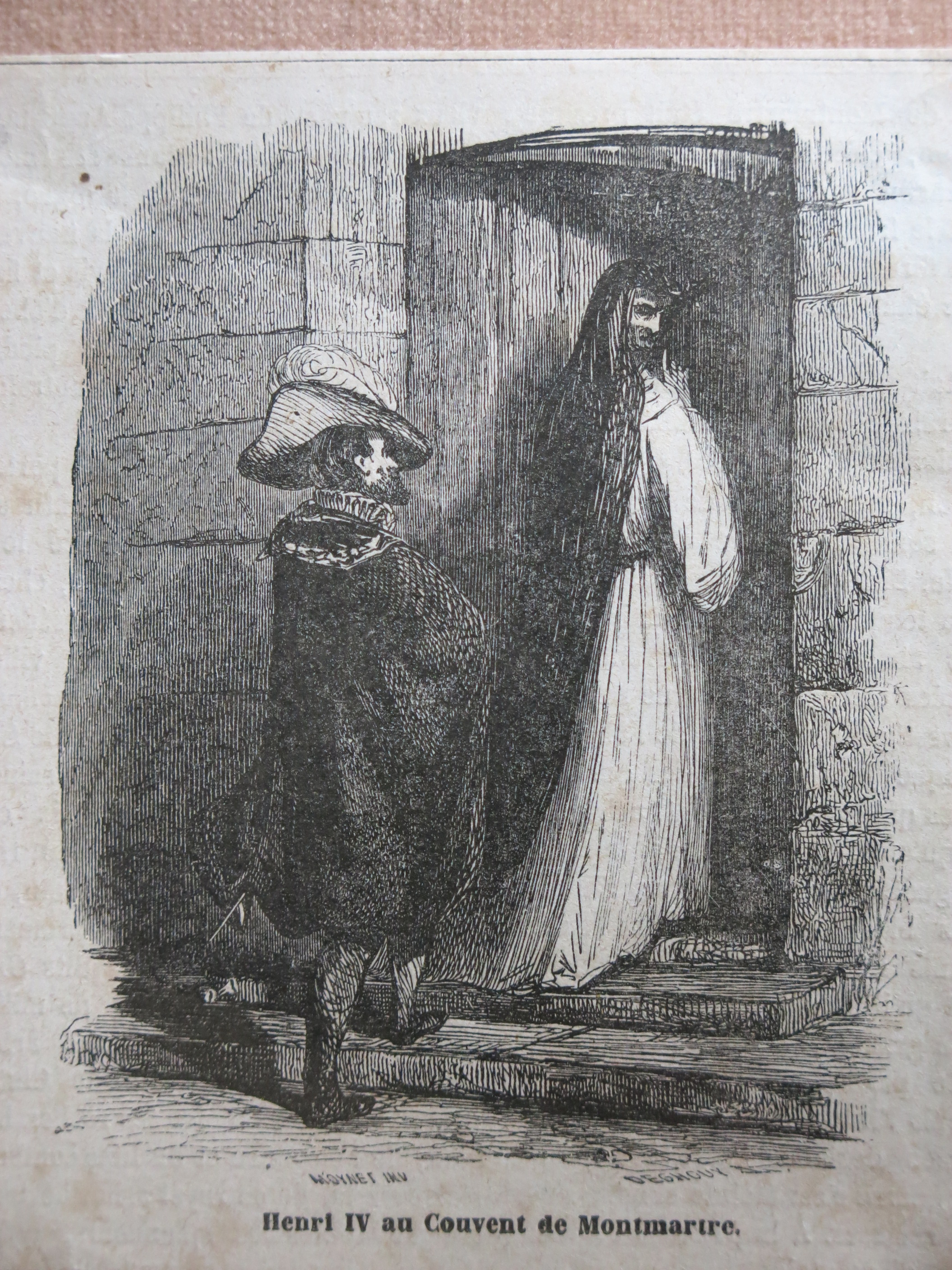
Heinrich IV. im Kloster Montmartre, Gravur von Jean Pierre Moynet und Leopold Deghouy, um 1860, Musée de Montmartre

Claude de Beauvilliers de Saint-Aignan (* 4. April 1573 in La Ferté-Hubert; † 20. Januar 1626 in der Abtei Pont-aux-Dames) war eine französische Nonne, Äbtissin von Montmartre und Pont-aux-Dames, sowie einige Monate lang Mätresse des Königs Heinrich IV. als unmittelbare Vorgängerin ihrer Cousine Gabrielle d’Estrées.

## Leben
Claude de Beauvilliers ist die Tochter von Claude II. de Beauvilliers (1542–1583), Comte de Saint-Aignan, bei ihrer Geburt Gouverneur des Berry und von Anjou, Baron von La Ferté-Hubert, La Salle-lès-Cléry und Lussay, sowie Gouverneur von Bourges, und Marie Babou de La Bourdaisière, Tochter von Jean Babou, Comte de Sagonne und Großmeister der Artillerie von Frankreich, und Françoise Robertet, Dame d’Alluyes.
Claude de Beauvilliers wurde mit zwei Jahren in die Abtei Montmartre nördlich von Paris gegeben, wo sie von ihrer Großtante Catherine de Clermont unterrichtet wurde, deren Mutter Anne de Poitiers die jüngere Schwester von Diane de Poitiers, der Mätresse des Königs Heinrich II. war; Catherine, die 1548 von Heinrich II. ernannt worden war, gab Claude de Beauvilliers eine sehr gute Ausbildung, zog dann aber eine andere Verwandte, Elisabeth de Crussol, als ihre Nachfolgerin in der Leitung der Abtei in Betracht, da Claude de Beauvilliers noch sehr jung erschien. Doch nachdem Catherine de Clermont am 11. September 1589 gestorben war, wählten die versammelten Nonnen die 16-jährige Claude de Beauvilliers, die erst zwei Jahre zuvor die Gelübde abgelegt hatte, zur Äbtissin von Montmartre, der damit die Verantwortung zufiel, in Zeiten des Bürgerkriegs eine der reichsten Abteien der Region zu leiten. Aufgrund der unruhigen Zeiten konnte sie dann auch nicht wie üblich durch ein Brevet ernannt werden.
Anfang Mai 1590 begann Heinrich IV. die Belagerung von Paris, das von der Katholischen Liga unter Duc de Mayenne, besetzt war, die sich weigerten, Heinrich von Navarra als König von Frankreich anzuerkennen, weil dieser immer noch protestantisch war. Angesichts des Widerstands der Pariser bombardierte er die Stadt erfolglos, ließ dann auf dem Montmartre-Hügel zwei Artilleriegeschütze aufstellen und richtete seinen Kommandoposten in der Abtei ein. Dort lernte er die Äbtissin Claude de Beauvilliers kennen, die dann bald seine Geliebte wurde. Eine Woche lang lebte sie mit ihm zusammen, bis er aus militärischen Gründen Montmartre verlassen musste und in die Abtei Longchamp zog, wo die Nonne Catherine de Verdun kurze Zeit ihre Nachfolgerin wurde.
Nach einigen Tagen brach der König mit der jungen Nonne und versprach (und gab) ihr das Amt der Äbtissin von Notre-Dame de Vernon in der Normandie, um sie über ihre Trennung zu trösten und auch, um ihr eine Zukunft zu sichern. Die Ausschweifungen des Königs in den Klöstern lieferten Stoff für Pariser Pamphlete, die vor allem in der Sammlung „Le Banquet et après dinee du comte d'Arète“ von Louis Dorléans (1542–1629) erschienen: Heinrich wird dort als haariger Ziegenbock beschrieben, dem eine Herde als Nonnen verkleideter Ziegen folgt.
Ende August 1590 rief Heinrich IV. Claude de Beauvilliers zu sich zurück. Als der König erfuhr, dass der Herzog von Parma an der Spitze einer spanischen Armee Paris zu Hilfe kam, hob er die Belagerung von Paris auf und zog sich mit Claude de Beauvilliers und seinen Truppen nach Senlis zurück. Als dort der König und sein Favorit Roger de Bellegarde in einen Disput über die Schönheit ihrer Mätressen gerieten, verlangte Heinrich IV. Bellegardes zu sehen und verliebte sich sofort in sie: es handelte sich um Gabrielle d’Estrées, die Cousine Claudes durch ihre Mütter.
Claude de Beauvilliers verließ Senlis, um nach Montmartre zurückzukehren. Der König hatte ihr jedoch versprochen, sie an die Spitze einer anderen Abtei zu stellen, und wie bei Catherine de Verdun hielt der Monarch seine Zusage ein und gab ihr die Abtei Pont-aux-Dames als indirekte Nachfolgerin von Isabelle de Chabannes, die dort seit 1551 Äbtissin und am 18. August 1590 gestorben war, und die noch im August gewählte direkte Nachfolgerin Isabelle de Pommeuse ihre Wahl nur um elf Tage überlebt hatte. Claude de Beauvilliers leitete die Abtei Pont-aux-Dames mehr als 35 Jahre und starb hier am 20. Januar 1626 im Alter von 52 Jahren. Sie wurde im Chor der Abteikirche bestattet. Ihre Nachfolgerin war bis 1651 Catherine de Baradat.
In Montmartre wurde Catherine Havard de Sénantes die neue Äbtissin, ihr folgte am 7. Februar 1598 Claudes Schwester Marie Catherine (1574–1657), die die Abtei 59 Jahre lang leiten sollte.